# Урцулеи
Урцулеи (итал. Urzulei) је насеље у Италији у округу Нуоро, региону Сардинија.
Према процени из 2011. у насељу је живело 1272 становника. Насеље се налази на надморској висини од 504 м.

## Становништво
Према резултатима пописа становништва 2011. у општини је живело 1.295 становника.
| 1931. | 1936. | 1951. | 1961. | 1971. | 1981. | 1991. | 2001. | 2011. |
| ----- | ----- | ----- | ----- | ----- | ----- | ----- | ----- | ----- |
| 1.173 | 1.251 | 1.447 | 1.717 | 1.576 | 1.570 | 1.513 | 1.443 | 1.295 |